# Амид бария
Амид бария — неорганическое вещество с формулой Ba(NH2)2, белый порошок.

## Получение
- Пропускание аммиака над нагретым барием или гидридом бария:

{\displaystyle {\mathsf {Ba+2\ NH_{3}\ {\xrightarrow {280^{o}C}}\ Ba(NH_{2})_{2}+H_{2}}}}
{\displaystyle {\mathsf {BaH_{2}+2\ NH_{3}\ {\xrightarrow {280^{o}C}}\ Ba(NH_{2})_{2}+2\ H_{2}}}}
- Действием жидким аммиаком и калием на бромид бария:

{\displaystyle {\mathsf {BaBr_{2}+2\ NH_{3}+2\ K\ {\xrightarrow {\ }}\ Ba(NH_{2})_{2}+2\ KBr+H_{2}}}}
- Разложение аммиката бария:

{\displaystyle {\mathsf {Ba(NH_{3})_{6}\ {\xrightarrow {20^{o}C,Pt}}\ Ba(NH_{2})_{2}+4\ NH_{3}+H_{2}}}}

## Физические свойства
- Амид бария — белый порошок, плавится при температуре 280 °С, образуя коричневую жидкость.

## Химические свойства
- При нагревании разлагается:

{\displaystyle {\mathsf {3\ Ba(NH_{2})_{2}\ {\xrightarrow {340^{o}C}}\ Ba_{3}N_{2}+4\ NH_{3}}}}